# Veľké Kosihy
Veľké Kosihy, ungarisch Nagykeszi ist eine Gemeinde im Südwesten der Slowakei mit 956 Einwohnern (Stand 31. Dezember 2024). Sie liegt im Okres Komárno, einem Teil des Nitriansky kraj.

## Geographie

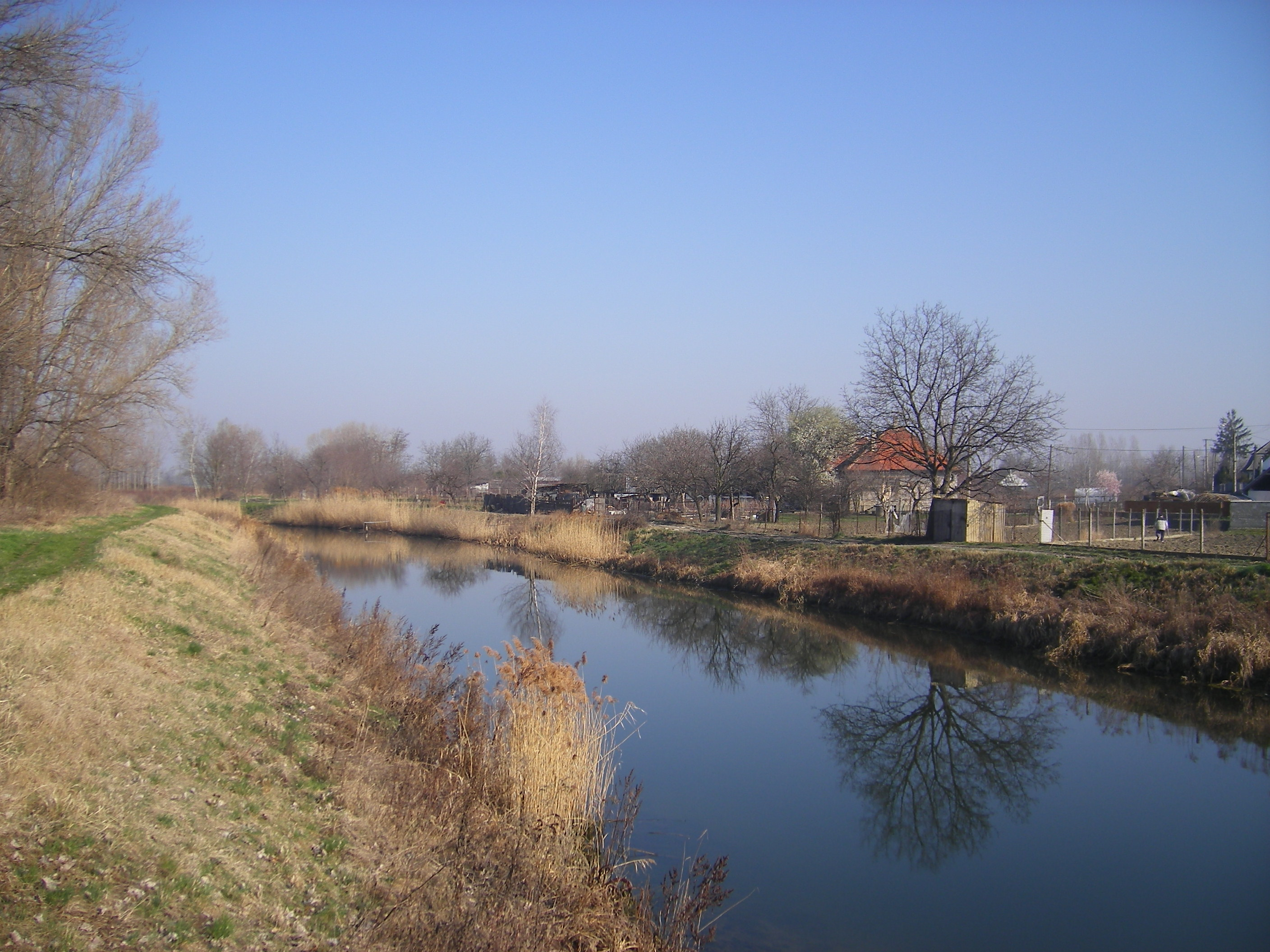
Ein Kanal bei Veľké Kosihy

Die Gemeinde befindet sich im slowakischen Donautiefland und gleichzeitig auf der Großen Schüttinsel. Südlich des Ortes fließt die Donau, die hier gleichzeitig die Staatsgrenze zu Ungarn bildet. Das Gemeindegebiet ist bis auf kleinere Ausnahmen entwaldet, hat überwiegend Auböden und weist geringe Höhenunterschiede auf. Das Ortszentrum liegt auf einer Höhe von 110 m n.m. und ist 17 Kilometer von Veľký Meder sowie 22 Kilometer von Komárno entfernt.
Zur Gemeinde gehören die ehemals selbständige Gemeinde Malé Kosihy (ungarisch Kiskeszi, 1893 eingemeindet) südlich, der Weiler Okánikovo (ungarisch Eklipuszta) nördlich und das ehemalige Dorf Arcibiskupský Lél (ungarisch Érseklél) östlich des Hauptortes.
Nachbargemeinden sind Okoličná na Ostrove im Norden, Zlatná na Ostrove im Osten, Ács (H) im Südosten, Nagyszentjános (H) im Süden, Kližská Nemá und kurz Trávnik im Westen sowie Tôň und Zemianska Olča im Nordwesten.

## Geschichte

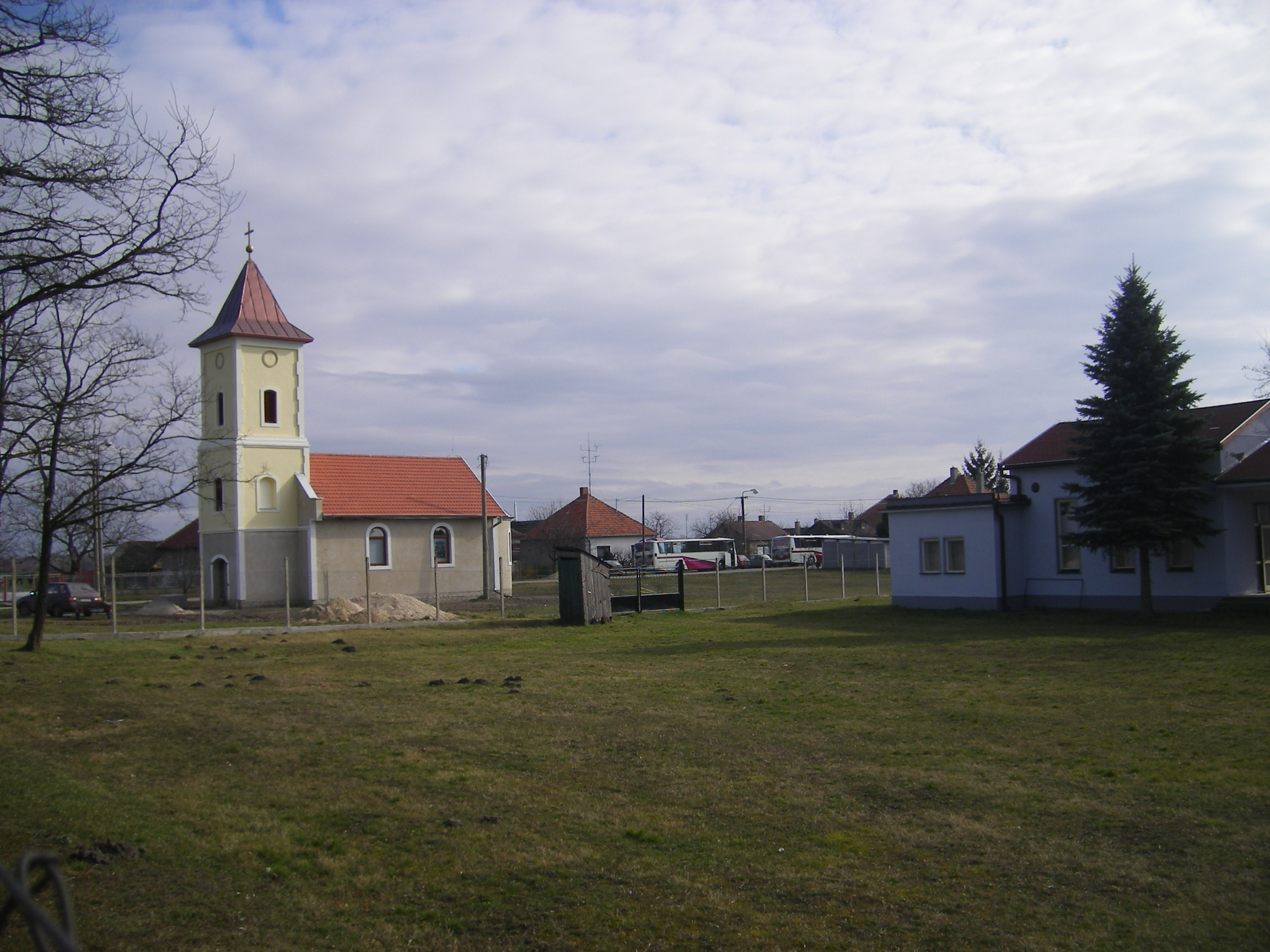
Römisch-katholische Kirche

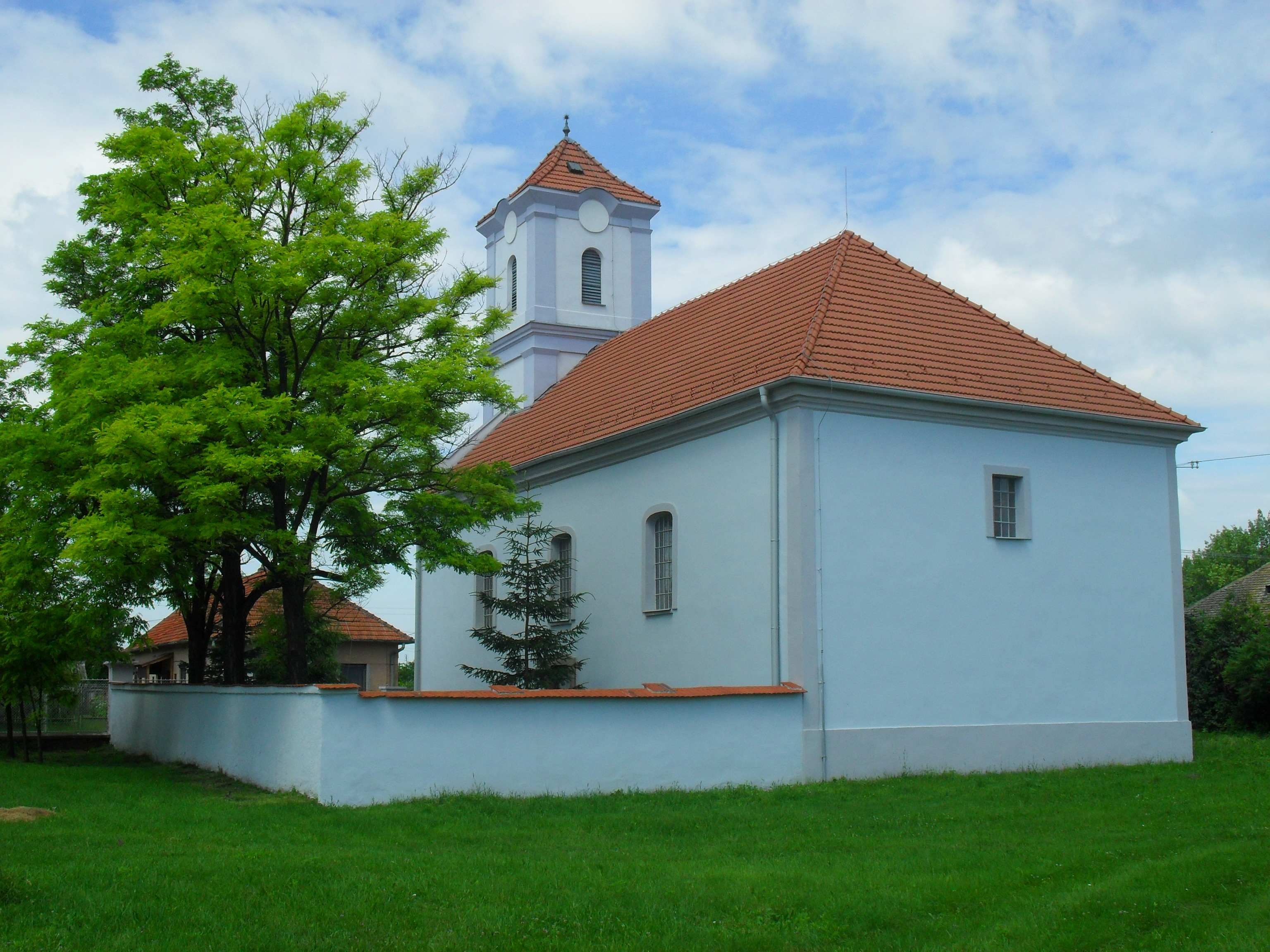
Reformierte Kirche

Veľké Kosihy wurde zum ersten Mal 1268 als Kezu, alias villa Kezu schriftlich erwähnt. Weitere historische Namen sind unter anderen Kezu Maior (1272), Nagkezew (1380) und Nagy Kesyi (1773). Im frühen Mittelalter war das Gebiet Besitz der Burgen Bana (bei Banka) und Szolgagyőr (bei Dvorníky), 1266 kam es zum Herrschaftsgebiet der Burg Komorn. Später wurde Nagykeszi zum Besitz verschiedener Familien des niederen Adels. Während der Türkenkriege wurde das Dorf stark verwüstet und erst gegen Ende des 17. Jahrhunderts wieder dauerhaft besiedelt. 1828 zählte man 51 Häuser und 249 Einwohner, die als Fischer und Landwirte beschäftigt waren. Die letzten Großgrundbesitzer stammten aus den Familien Fejérváry und Zámory.
Bis 1918/1919 gehörte der im Komitat Komorn liegende Ort zum Königreich Ungarn und kam danach zur Tschechoslowakei beziehungsweise heute Slowakei. Infolge des Ersten Wiener Schiedsspruchs war Moča zwischen 1938 und 1945 noch einmal Teil von Ungarn.
Nach dem Zweiten Weltkrieg wurde die Gemeinde zwischen 1952 und 1954 elektrifiziert. Das Donauhochwasser 1965 richtete große Schäden an, doch der Wiederaufbau war innerhalb kürzester Zeit auch mit Hilfe der tschechoslowakischen Bezirke Praha-západ und Beroun wieder abgeschlossen.

## Bevölkerung
| Jahr                | 1994 | 2004    | 2014    | 2024    |
| ------------------- | ---- | ------- | ------- | ------- |
| Anzahl der Personen | 986  | 987     | 982     | 956     |
| Unterschied         |      | +0,10 % | −0,50 % | −2,64 % |

| Jahr                | 2023 | 2024    |
| ------------------- | ---- | ------- |
| Anzahl der Personen | 958  | 956     |
| Unterschied         |      | −0,20 % |

Gemäß der Volkszählung 2011 wohnten in Veľké Kosihy 990 Einwohner, davon 770 Magyaren, 183 Slowaken, vier Tschechen, zwei Mährer sowie jeweils ein Rom und Serbe. Ein Einwohner gab eine andere Ethnie an und 28 Einwohner machten keine Angabe zur Ethnie.
335 Einwohner bekannten sich zur reformierten Kirche, 312 Einwohner zur römisch-katholischen Kirche, 19 Einwohner zur Evangelischen Kirche A. B., neun Einwohner zur griechisch-katholischen Kirche, drei Einwohner zur evangelisch-methodistischen Kirche und zwei Einwohner zur orthodoxen Kirche sowie jeweils ein Einwohner zur Bahai-Religion und zur tschechoslowakischen hussitischen Kirche; ein Einwohner bekannte sich zu einer anderen Konfession. 169 Einwohner waren konfessionslos und bei 138 Einwohnern wurde die Konfession nicht ermittelt.

## Bauwerke
- römisch-katholische Kirche im ehemaligen Dorf Arcibiskupský Lél, 1865 im klassizistischen Stil gestaltet
- reformierte Kirche aus dem Jahr 1819
- Zámory-Landschloss im klassizistischen Stil aus dem Jahr 1830